# Laffontien Brothers

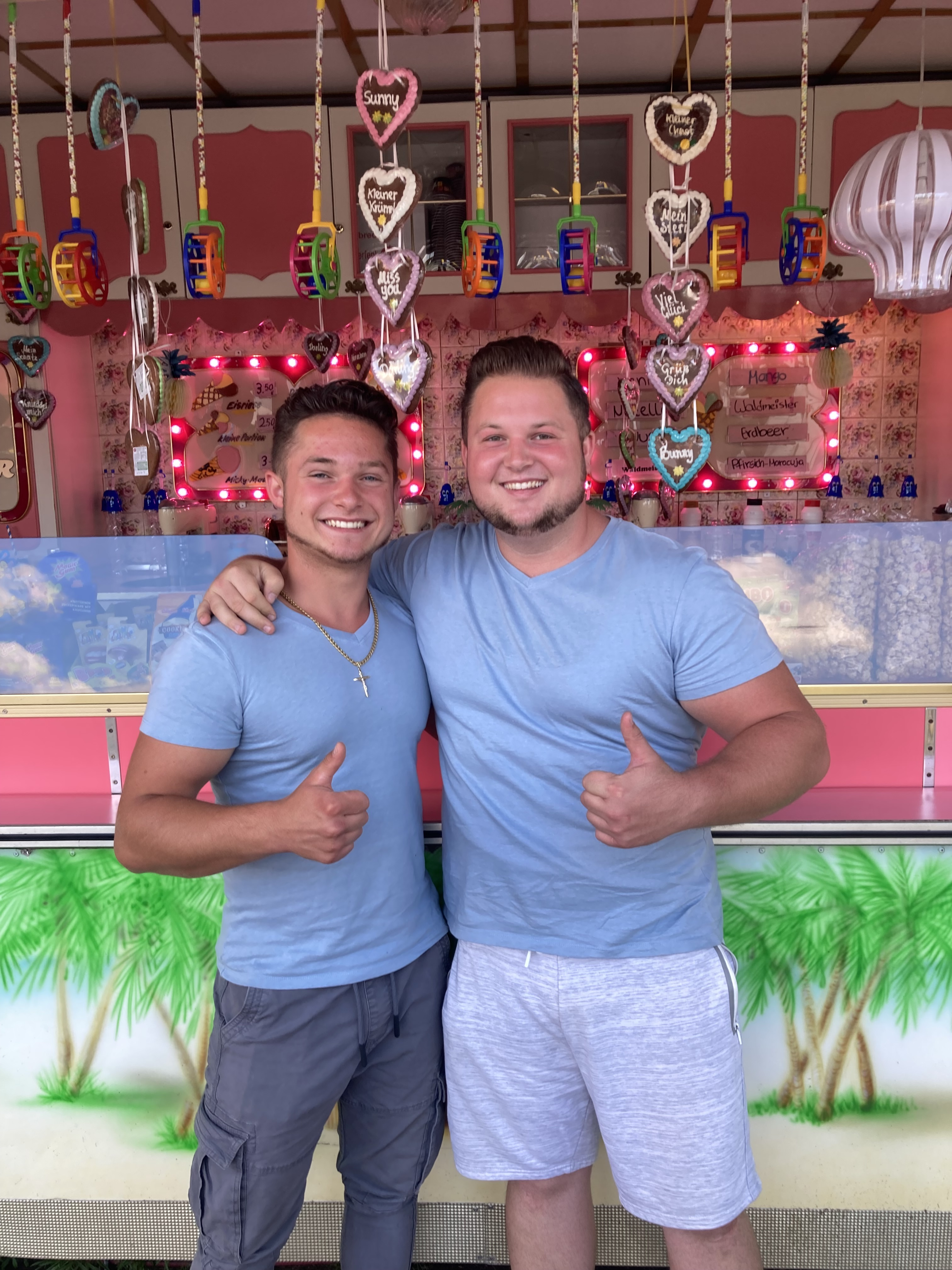
DSDS-Gewinner Harry (rechts) und sein Bruder Gianni Laffontien (2022)

Laffontien Brothers sind ein Schlager-Duo, welches aus den Brüdern Harry und Gianni Laffontien besteht. Beide erreichten Bekanntheit durch ihre gemeinsame Teilnahme an der 19. Staffel der RTL-Castingshow Deutschland sucht den Superstar. Harry Laffontien gewann im Mai 2022 den TV-Gesangswettbewerb. Sein Bruder Gianni belegte im Finale den vierten Platz.

## Werdegang
Harry Marcello Laffontien (* 27. Mai 2000 in Bad Soden am Taunus) und sein vier Jahre jüngerer Bruder Gianni (* 8. Juni 2004 in Groß-Umstadt) stammen aus dem nordrhein-westfälischen Hiddenhausen und wuchsen in einer Zirkusfamilie auf. Ihr Vater Harry Frank war Zirkusdirektor im „Zirkus Atlas“ und brachte seinen Kindern neben Artistik und Jonglieren auch das Singen und das Spielen mehrerer Musikinstrumente bei. Im Zuge der COVID-19-Pandemie betreibt die Familie keinen klassischen Zirkus mehr, sondern stellte sich mit dem „Hüpfburgenabenteuerland Francalli“ neu auf.
2012 nahm Gianni Laffontien im Alter von 7 Jahren an DSDS Kids teil,  wo er jedoch mit Que Sera, Sera von der Hermes House Band den Einzug in die Finalsendung verfehlte. 2021 startete Gianni Laffontien einen erneuten Versuch bei Deutschland sucht den Superstar und meldete seinen älteren Bruder gleich zu den Castings mit an. Beide erreichten im Mai 2022 das Finale der Castingshow. In der Finalshow schied Gianni Laffontien nach seinem zweiten Auftritt aus und erreichte per Zuschauervoting den vierten Platz.  Anschließend duellierten sich die verbliebenen Kandidaten Harry Laffontien und Amber van den Elzen um den Sieg und durften beide mit ihrer jeweils eigenen Version des Siegersongs Someone To You auftreten. Sieger wurde mit 73,10 % der Stimmen Harry Laffontien. Neben einem Preisgeld in Höhe von 100.000 Euro erhielt Harry Laffontien einen Plattenvertrag mit Universal Music.
Nach DSDS beschlossen die Brüder ihre musikalischen Karrieren zusammen als „Laffontien Brothers“ fortzusetzen und veröffentlichten am 8. Juli 2022 die gemeinsame Single Manege frei. Diese präsentierten sie erstmals in der ARD-Sendung Die große Schlagerstrandparty 2022 von Florian Silbereisen. Ihre Nachfolgesingle Wir sind Brüder stellten die Laffontien Brothers im Oktober 2022 beim ZDF-Fernsehgarten on Tour in Erfurt vor.

## Diskografie

### Singles
- 2022: Someone To You (DSDS-Finalsong)
- 2022: Manege frei
- 2022: Wir sind Brüder
- 2022: Oh mein Papa
- 2023: Als gäb’s kein Morgen mehr